# SM UB-22
SM UB-22 – niemiecki jednokadłubowy okręt podwodny typu UB II zbudowany w stoczni Blohm & Voss w Hamburgu w roku 1915. Zwodowany 26 września 1915 roku, wszedł do służby w Kaiserliche Marine 1 marca 1916 roku. W czasie swojej służby, SM UB-22 odbył 18 patroli, w czasie których zatopił 27 statków o łącznej pojemności 16 645 BRT. Służbę rozpoczął w I Flotylli 14 kwietnia 1916 roku, 1 lutego 1917 roku został przeniesiony do II Flotylli, a 22 września tego samego roku do V Flotylli.

## Budowa
Okręt SM UB-22 należał do typu UB-II, który był następcą typu UB I. Był średnim jednokadłubowym okrętem przeznaczonymi do działań przybrzeżnych, o prostej konstrukcji, długości 36,13 metrów, wyporności w zanurzeniu 263 BRT, zasięgu  6450 Mm przy prędkości 5 węzłów na powierzchni oraz 45 Mm przy prędkości 4 węzły w zanurzeniu. W typie II poprawiono i zmodernizowano wiele rozwiązań, które były uważane za wadliwe w typie I. Zwiększono moc silników, pojedynczy wał zastąpiono dwoma.

## Służba
Pierwszym dowódcą okrętu został 2 marca 1916 roku mianowany Bernhard Putzier. 18 lutego 1916 roku okręt został przydzielony do I Flotylli. Pierwsze zwycięstwo jednostka odniosła 20 października 1916 roku podczas patrolu po Morzu Północnym, UB-22 zatopił norweski parowiec  "Drafn" o pojemności 774 BRT. W czasie tego patrolu zatopił kolejne statki: 21 października szwedzki żaglowiec "Antoinette" o pojemności 912 BRT, oraz norweski żaglowiec "Theodor" o pojemności 912 BRT, 22 października norweski żaglowiec "Gunn" o pojemności 483 BRT oraz norweski parowiec "Caerloch" o pojemności 659 BRT. 27 października na zachód od Alnwick, Northumberland UB-22 zatopił mały duński parowiec "Sif" o pojemności 377 BRT, statek płynął z Göteborga do Hull. Dwa dni później łupem UB-22 padł norweski parowiec "Falkefjellf" o pojemności 1131 BRT. Był to ostatni statek zatopiony przez UB-22 w czasie służby w I Flotylli.  1 lutego 1917 roku UB-22 rozpoczął służbę w II Flotylli. W czasie pierwszego patrolu w nowej jednostce, u wybrzeży North East England, UB-22 zatopił 10 niewielki statków brytyjskich, głównie łodzi rybackich oraz trawlerów oraz 10 mil na południowy wschód od Isle of May norweski statek parowy "Bellax" o pojemności 1107 BRT.
16 kwietnia 1917 roku Bernhard Putzier został zastąpiony przez Oberleutnant zur See Karla Wackera. 29 kwietnia 1917 roku UB-22 pod dowództwem nowego kapitana odniósł kolejne zwycięstwo. 16 mil od Aberdeen zatrzymał i zatopił brytyjski trawler "Dilston Castle" o pojemności 129 BRT.
13 grudnia 1917 roku UB-22 odniósł swoje ostatnie zwycięstwo. 4 mile na wschód od Whitby, Yorkshire and the Humber zatopił zbudowany w 1917 roku w Newcastle, brytyjski parowiec "Garthwaite" o pojemności 5690 BRT. Statek płynął pod balastem z Tyne do Nowego Jorku. W wyniku ataku zginęło 14 członków załogi.
19 stycznia 1918 roku UB-22 wpadł na minę w Heligoland Bight. Wszyscy członkowie załogi zginęli.